# Ngulu (arme)
Un Ngulu est un sabre d’exécution utilisé par les peuples Bantous (notamment les Ngombe, Doko, Ngala, etc.) du bassin du Congo.

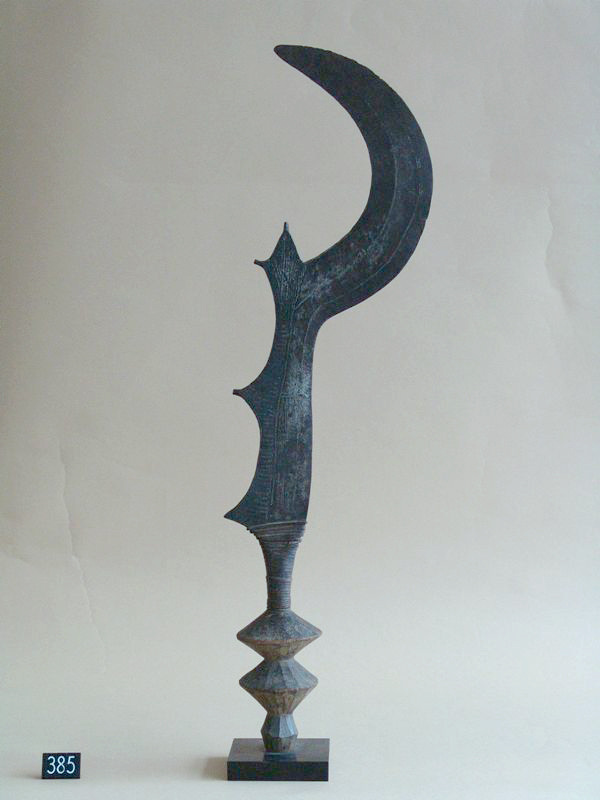
Sabre Ngulu

## Caractéristiques
Il ressemble au Khépesh, l’épée-faucille de l’Égypte ancienne, sauf qu’il possède une lame beaucoup plus massive, en fer, avec un dos non aiguisé et une concavité semi-circulaire. La poignée, souvent bandée de fil de fer, était sans garde et se terminait par une paire de gros boutons en bois et un troisième de plus petite taille. Il pouvait être à une ou deux lames et était utilisé pour les exécutions capitales par décapitation (le condamné était maintenu assis, la tête en extension et tirée par une corde tendue).
La fabrication d’armes est une tâche qui incombe au forgeron, personnage aussi important par sa connaissance des métaux que par ses‘’contacts’’avec le monde des esprits. Les forgerons travaillent en dehors du village près du fourneau.
L’artisan doit se conformer au monde existant, sa marge de créativité personnel étant très réduite.
Le matériau privilégié pour la réalisation des armes est le fer, mais sont aussi utilisés d’autres matériaux, l’or, le bronze, le cuivre, l’argent, le plomb et l’étain.
Sur le plan technologique, le minerai est fondu à basse température. Les fours sont de simples trous creusés dans le sol. Des soufflets assurent la ventilation pour entretenir un feu ininterrompu. Ensuite, la masse de fer est purifiée de ses scories, elle est divisée en lingots, retravaillée au fer et martelée sur l’enclume qui est généralement une grande pierre. l’enclume secondaire en fer servant à la finition. Les outils utilisés pour le travail de la forge sont relativement rudimentaires: des marteaux pourvus d’un manche ou non, des pinces qui permettent de tenir l’objet bouillant, des ciseaux, des poinçons et burins pour percer, graver, inciser, une bobine de pour des fils de métal de différents diamètres

## Histoire
La décapitation par Ngulu fut interdite par les Belges du temps de l’État libre du Congo (1885-1908). L’arme, privée de sa fonction plus "première", prit alors une valeur symbolique et cérémonielle encore plus forte. À partir du XXe siècle, le Ngulu fut porté lors de la danse rituelle dite Likbeti, à la fin de laquelle l’arme est utilisée pour décapiter un chevreau dont la chair est ensuite consommée par toute la tribu.

## Galerie

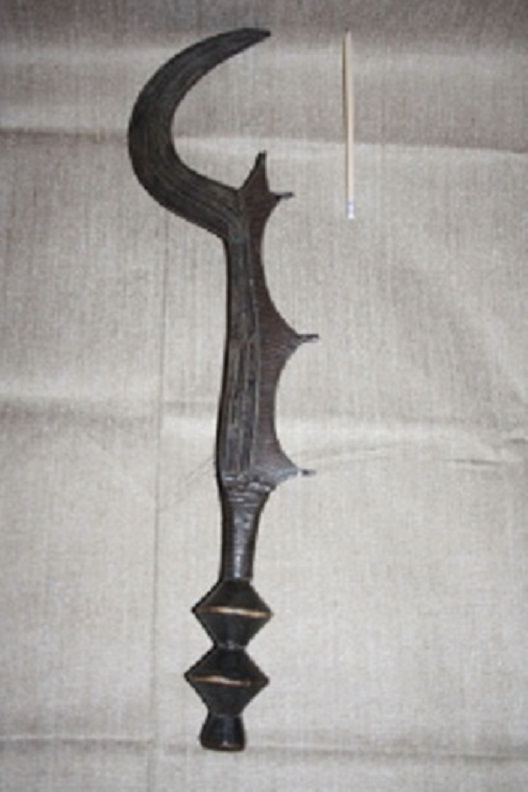
Ngulu des Ngombe
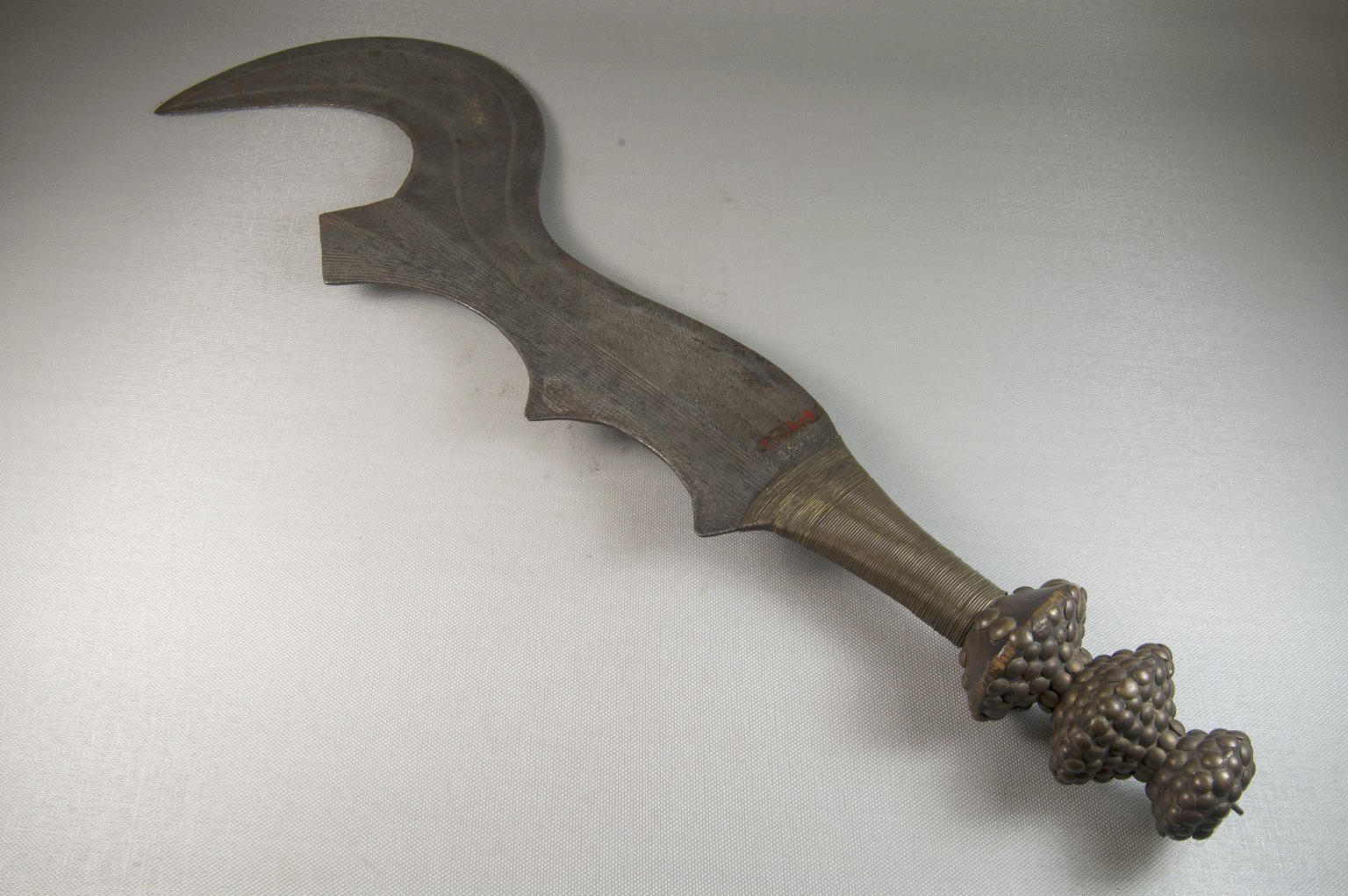
Ngulu du Brooklyn Museum
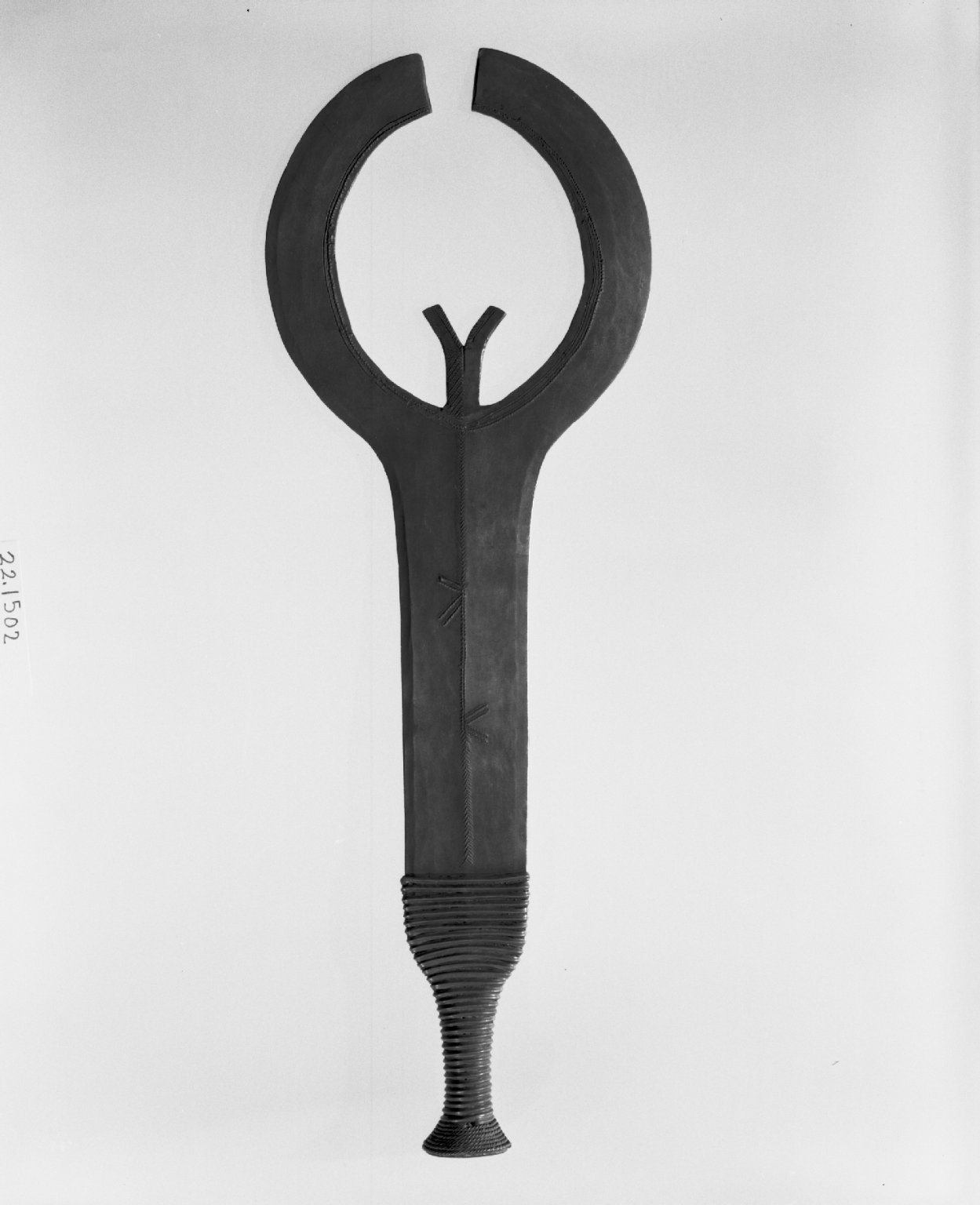
Ngulu bilame, usage cérémoniel
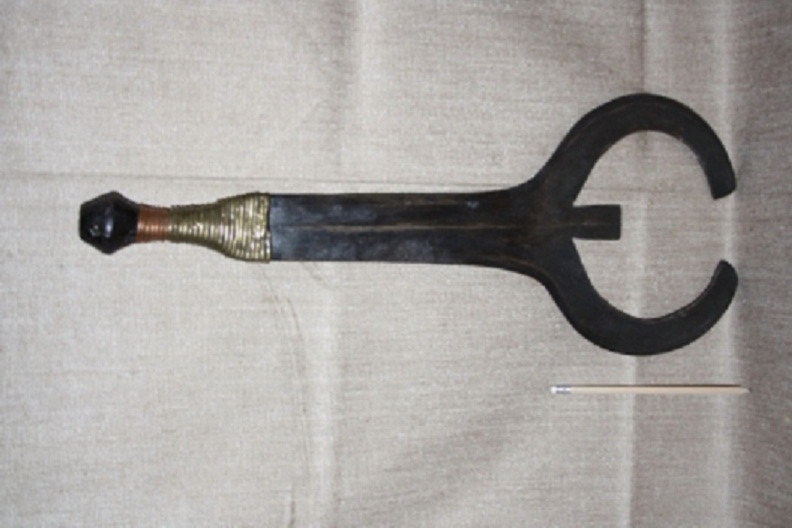
Ngulu double lame des Ngombe
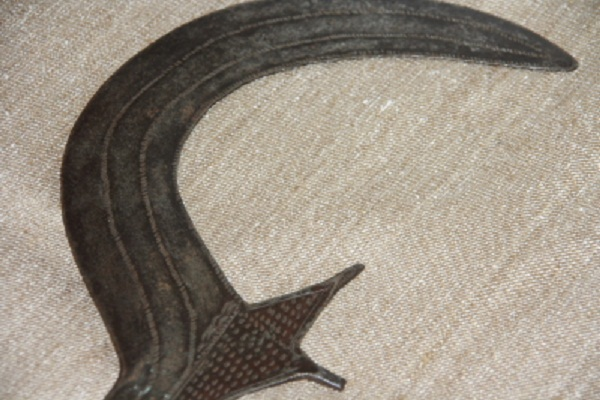
Ngulu, détail de la lame
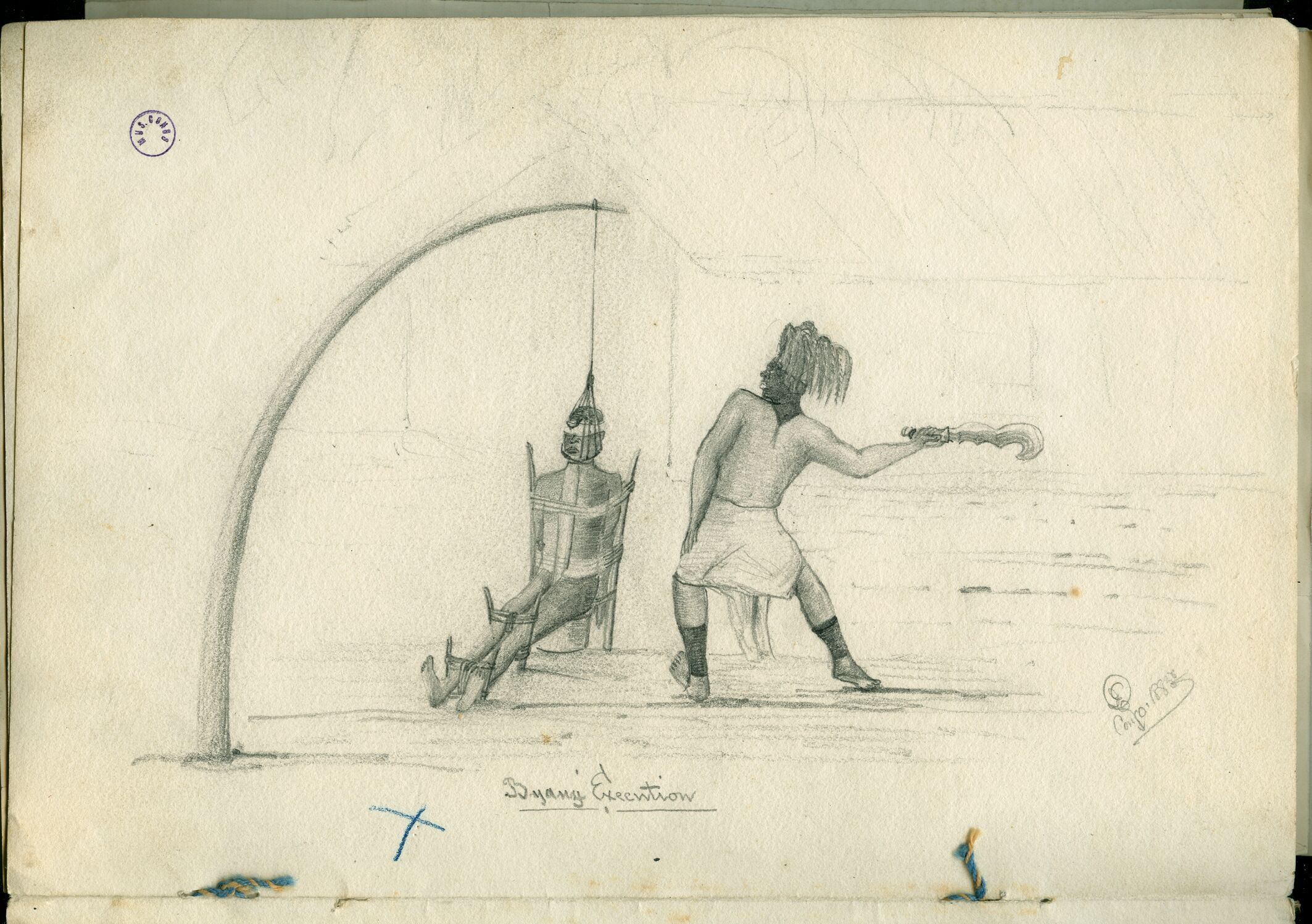
Illustration d'une exécution par Edward James Glave
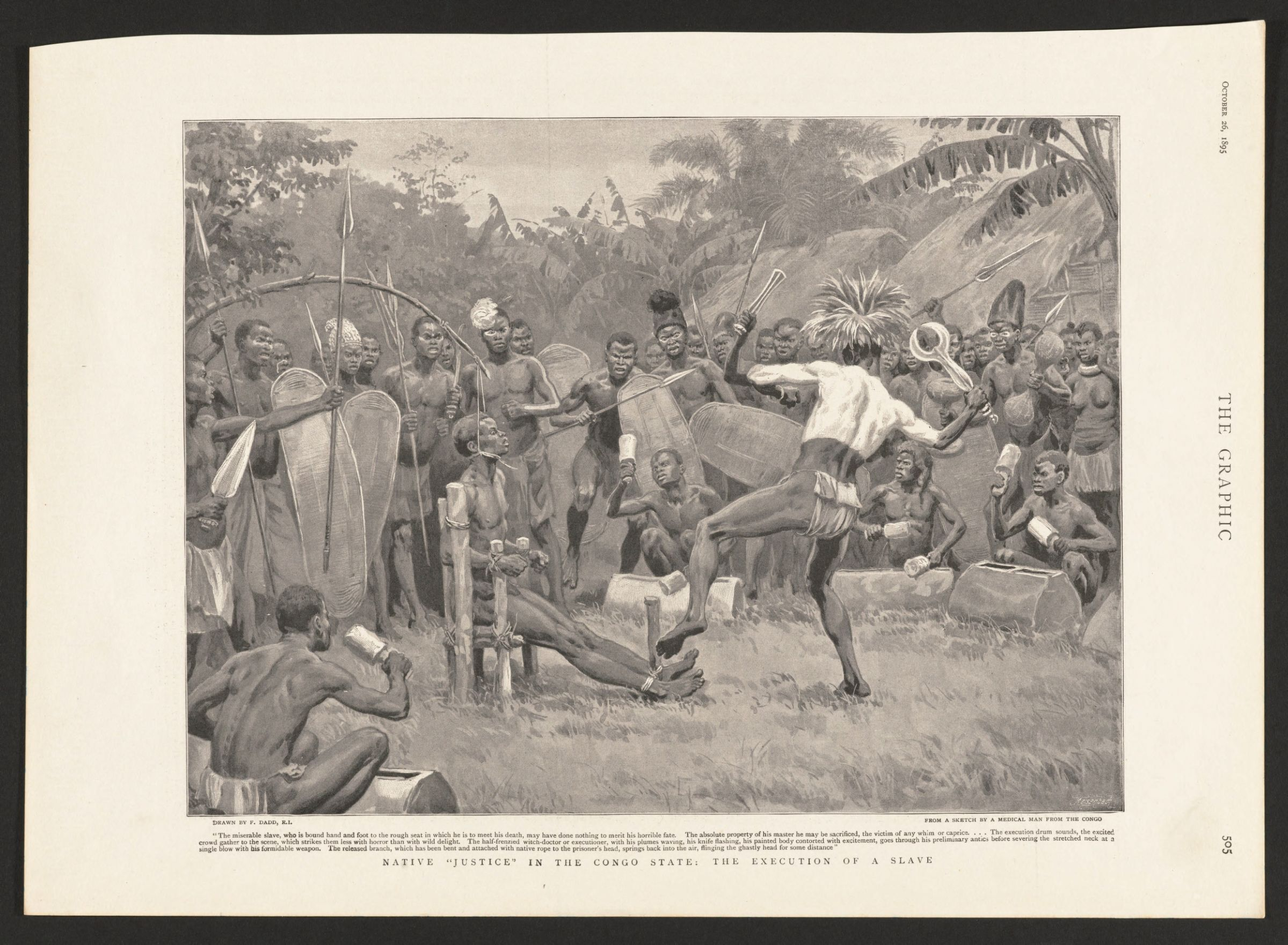
Les illustrations européennes n’étaient pas nécessairement réalistes. Ici, l’artiste rassemble différentes armes : un double ngulu du Nord-Ouest, des épées du Sud et des lances du Nord-Est du Congo